# Eva Åkesson
Eva Barbro Helen Åkesson, född 30 december 1961 i Ängelholm, är en svensk kemist och professor vid Lunds universitet, och under åren 2012–2020 rektor för Uppsala universitet.

## Biografi
Åkesson har gått forskarutbildning i fysikalisk kemi vid Umeå universitet, där hon blev filosofie doktor 1989. Hon hade en forskartjänst (postdoktor) vid University of Minnesota i USA år 1989–1991 och anställdes därefter vid Umeå universitet. År 1996 anställdes hon vid Lunds universitet. Åkessons forskning har främst rört femtokemi, ett område som använder ultrasnabb spektroskopi för att följa kemiska reaktioner och förlopp på en tidsskala då kemiska bindningar bryts och bildas. Forskningen har även riktats mot energiöverföring i artificiella system för solceller.  
Vid Lunds universitet arbetade Åkesson 2000–2003 som forskare, lärare och därefter som studierektor för kemistutbildningen. Under åren 2003–2008 hade hon uppdrag som vicerektor i universitetsledningen, med särskilt ansvar för grundutbildningsfrågor såsom kvalitetsarbete, breddad rekrytering och Bolognaprocessen. 2005 erhöll hon kompetensgraden Excellent Teaching Practitioner, ETP, från naturvetenskapliga fakulteten. Åren 2009–2011 var hon prorektor och ställföreträdande rektor med ansvar för utbildningsfrågor på grund- och avancerad nivå, kvalitetsarbete samt tillhörande internationaliseringsfrågor. År 2011 utsågs hon till professor i kemisk fysik vid Lunds universitet. 
11 oktober 2011 föreslogs Åkesson till ny rektor för Uppsala universitet. Regeringen beslutade den 24 november 2011 enligt detta förslag, och 1 januari 2012 efterträdde hon Anders Hallberg som rektor. Rektorsinstallation ägde rum 16 december 2011 och hon blev den första kvinnliga rektorn vid Uppsala universitet. År 2015 utsågs Åkesson till hedersdoktor vid University of Edinburgh med motiveringen: "in recognition of your outstanding contributions to Sweden´s higher education and internationalization". Den 5 oktober 2017 beslutade konsistoriet (Uppsala universitets styrelse) enhälligt att följa rekryteringsgruppen och hörandeförsamlingens rekommendation att föreslå regeringen att ge Åkesson förnyat mandat som rektor ytterligare en mandatperiod från 1 januari 2018 till 31 december 2020. 1 januari 2021 återgick hon till sin gamla tjänst på Lunds universitet.

### Övriga uppdrag
- Ledamot KVSU 2011
- Ordförande expertpanel för utvärdering av ledning och styrning Helsingfors universitet 2008 och Aalto School of Science 2011.[7]
- Ledamot Svenska Institutets insynsråd 2011–2019
- Inspektor Europaskolan Strängnäs 2014–
- Medlem Scientific Advisory Board, Tübingen universitet 2015–
- Ordförande Matariki Network of Universities 2015–2017 (vice ordförande 2014–2015)
- Ordförande Sanord 2017–2018 (vice ordförande 2014–2016)
- Medlem Tartu University Council 2017–
- Vice ordförande The Guild of European Research Intensive Universities 2017–2020
- Medlem International Advisory Board, Helsingfors universitet 2020–
- Hon har varit sekreterare och vice ordförande för IUPACs (International Union of Pure and Applied Chemistry) Committee on Chemistry Education.

### Utmärkelser
- Hedersledamot Uplands nation, 2012
- Rotary Östra Uppsala, hedersledamot, 2014
- Lunds naturvetarkår, hedersmedlem, 2014
- Hederskurator, nationerna Lund, 2014
- Hedersdoktor University of Edinburgh, juni 2015.
- H.M. Konungens medalj av 12:e storleken i serafimerordens band för "förtjänstfulla insatser inom svenskt universitetsväsende", 2018.
- Tartu universitets Skyttemedalj, 2019.

### Familj
Eva Åkesson är dotter till Mikko Åkesson och Barbro Lundegård. Hon har tidigare varit gift med gymnasieläraren Henrik Hedman. Hon är bosatt i Uppsala.

### Fotnoter
1. 1 2  Sveriges befolkning 1975, Arkiv Digital, läs online, läst: 3 juli 2019.[källa från Wikidata]
2. ↑  Åkesson, Eva (1989) (på engelska). Isomerization dynamics in solution: a time-resolved study. Umeå: Univ. Libris 7615666. ISBN 91-7174-420-7
3. ↑  ”Toppkrafter nu på plats”. Sydsvenskan. https://www.sydsvenskan.se/2008-12-30/toppkrafter-nu-pa-plats. Läst 29 augusti 2019.
4. ↑  ”Rekrytering av rektor och prorektor”. Uppsala universitet. 11 oktober 2011. Arkiverad från originalet den 28 oktober 2011. https://web.archive.org/web/20111028025526/http://uadm.uu.se/insidan/rektorsrekrytering. Läst 31 oktober 2011.
5. ↑  ”Historia skrevs när nya rektorn installerades”. Uppsala universitet. 20 december 2011. Arkiverad från originalet den 26 januari 2012. https://web.archive.org/web/20120126051449/http://www.uu.se/nyheter/nyhet-visning/?id=1665&area=1,2,9,13,16&typ=artikel&na=&lang=sv. Läst 2 januari 2012.
6. ↑  ”En lundensare i Uppsala – intervju med UU:s avgående rektor Eva Åkesson – Lundagard.se”. www.lundagard.se. https://www.lundagard.se/2020/12/18/en-lundensare-i-uppsala-intervju-med-uus-avgaende-rektor-eva-akesson/. Läst 14 januari 2021.
7. ↑  ”Eva Åkesson - Uppsala universitet”. katalog.uu.se. Arkiverad från originalet den 23 september 2020. https://web.archive.org/web/20200923073301/https://katalog.uu.se/empinfo/?id=N11-2237. Läst 15 september 2020.